# Chelmon
Chelmon ist eine artenarme, nur drei einander stark ähnelnde Arten umfassende Gattung der Falterfische (Chaetodontidae). Die Arten werden 18 bis 20 Zentimeter lang, sind hochrückig und durch ein Muster von breiten, kupferfarbenen bis bräunlichen Bändern auf einem silbrigweißen Grund gezeichnet. Rücken- und Afterflossen sind ausgezogen und betonen noch den hohen Körper. Die Schnauze ist sehr lang ausgezogen, was den Fischen den deutschen Trivialnamen Pinzettfische gab. Ausgewachsene Chelmon sind territorial und leben solitär oder paarweise in Korallenriffen, und Ästuarien. Chelmon rostratus und die Jungfische von Chelmon muelleri tragen einen großen Augenfleck im weichstrahligen Teil der Rückenflosse. Chelmon-Arten ernähren sich von kleinen wirbellosen Tieren, die sie mit ihren langen Schnauzen aus dichten Korallenstöcken und Felsspalten ziehen können. Sie sind eng mit den subtropischen Pinzettfischen der Gattung Chelmonops verwandt und gelten als deren Schwestergruppe.

## Arten
- Kupferstreifen-Pinzettfisch (Chelmon rostratus) (Linnaeus, 1758) (Typusart); kommt im zentralen Indopazifik von der Andamanensee bis zu den Ryūkyū-Inseln und Australien vor.
- Westaustralischer Pinzettfisch (Chelmon marginalis) Richardson, 1842; kommt an der Küste des nördlichen Australiens von Westaustralien bis zum nördlichen Great Barrier Reef und an der Küste Neuguineas vor. Er unterscheidet sich von Chelmon rostratus durch das fehlende mittlere kupferfarbene Band und den fehlenden Augenfleck.
- Müllers Pinzettfisch (Chelmon muelleri) Klunzinger, 1879; kommt an der Küste von Queensland und des nordwestlichen Australiens vor allem über schlammigem Meeresgrund vor. Jungfische ähneln Chelmon rostratus. Bei ausgewachsenen Fischen dunkelt die hintere Körperhälfte zunehmend ein, sodass die typische Zeichnung der Chelmon-Arten schließlich kaum noch zu erkennen ist.